# 波鰩
斯氏鰩（學名：Raja undulata），為軟骨魚綱鰩目鰩科鰩屬的一種，分布於東大西洋愛爾蘭南部與英格蘭到塞內加爾, 包括地中海西部與加納利群島海域，深度50至200公尺，本魚身體呈圓盤狀，前部呈三角形，後部近圓形，皮齒上長有棘突，成年個體的中線刺分散，幼魚則較為規則，雄魚每側有一排側葉，雌魚則有三排。眼睛中等大小，其後有氣孔。口位於腹面，稍拱起，後有五對小鰓裂。尾巴與身體等長，尾部附近有兩個分開的背鰭，背鰭之間通常有兩根刺。背部表面的顏色從淺棕色到黃水晶色或灰色不等，帶有較深的波浪帶和許多小白斑，口鼻部和邊緣通常有較清晰的黑斑，底面呈乳白色，邊緣灰色，體長可達100公分，棲息在大陸棚沙底質海域，為底棲性魚類，肉食性，卵生，生活習性不明，可做為食用魚及遊釣魚。